# Pribojevići
Pribojevići su naselje u općini Srebrenica, Republika Srpska, BiH.

## Stanovništvo
Prema nacionalni sastav stanovništva 1991. godine, svih 125 stanovnika bilo je srpske nacionalnosti.